# Барон Рочестер
Барон Ро́честер (англ. Baron Rochester) из Рочестера в графстве Кент — наследственный титул в системе Пэрства Соединённого королевства. Он был создан 23 января 1931 года для либерального и национал-лейбористского политика Эрнеста Лэмба (1876—1955), который был депутатом Палаты общин от Рочестера (1910—1918) и занимал должность генерального казначея (1931—1935). 
По состоянию на 2025 год носителем титула являлся его внук Дэвид Чарльз Лэмб, 3-й барон Рочестер (род. 1944), который стал преемником своего отца в 2017 году.
Достопочтенный Тимоти Майкл Лэмб (род. 1953), исполнительный директор Совета Англии и Уэльса по крикету (1997—2004), младший сын 2-го барона Рочестера.

## Бароны Рочестер (1931)
- 1931—1955: Эрнест Генри Лэмб, 1-й барон Рочестер (4 сентября 1876 — 13 января 1955), старший сын Бенджамина Лэмба (1842—1921) из Йоркшира[2];
- 1955—2017: Фостер Чарльз Лоури Лэмб, 2-й барон Рочестер (7 июня 1916 — 6 февраля 2017), старший сын предыдущего[3];
- 2017 — по настоящее время: Дэвид Чарльз Лэмб, 3-й барон Рочестер (род. 8 сентября 1944), старший сын предыдущего[4]
  - Наследник титула: достопочтенный Дэниэл Лэмб (род. 12 июня 1971), старший сын предыдущего[5].